# Haematopota eugeniae
Haematopota eugeniae is een vliegensoort uit de familie van de dazen (Tabanidae). De wetenschappelijke naam van de soort is voor het eerst geldig gepubliceerd in 1984 door Portillo & Schacht.